# Djurås
Djurås is de hoofdplaats in de gemeente Gagnef in het landschap Dalarna en de provincie Dalarnas län in Zweden. De plaats heeft 1253 inwoners (2005) en een oppervlakte van 153 hectare. Bij de plaats komen de rivieren Österdalälven en Västerdalälven samen en stromen ze verder als de Dalälven.

## Verkeer en vervoer
Bij de plaats lopen de E16 en Riksväg 70.
De plaats heeft een station aan de spoorlijn Uppsala - Morastrand.

## Galerij

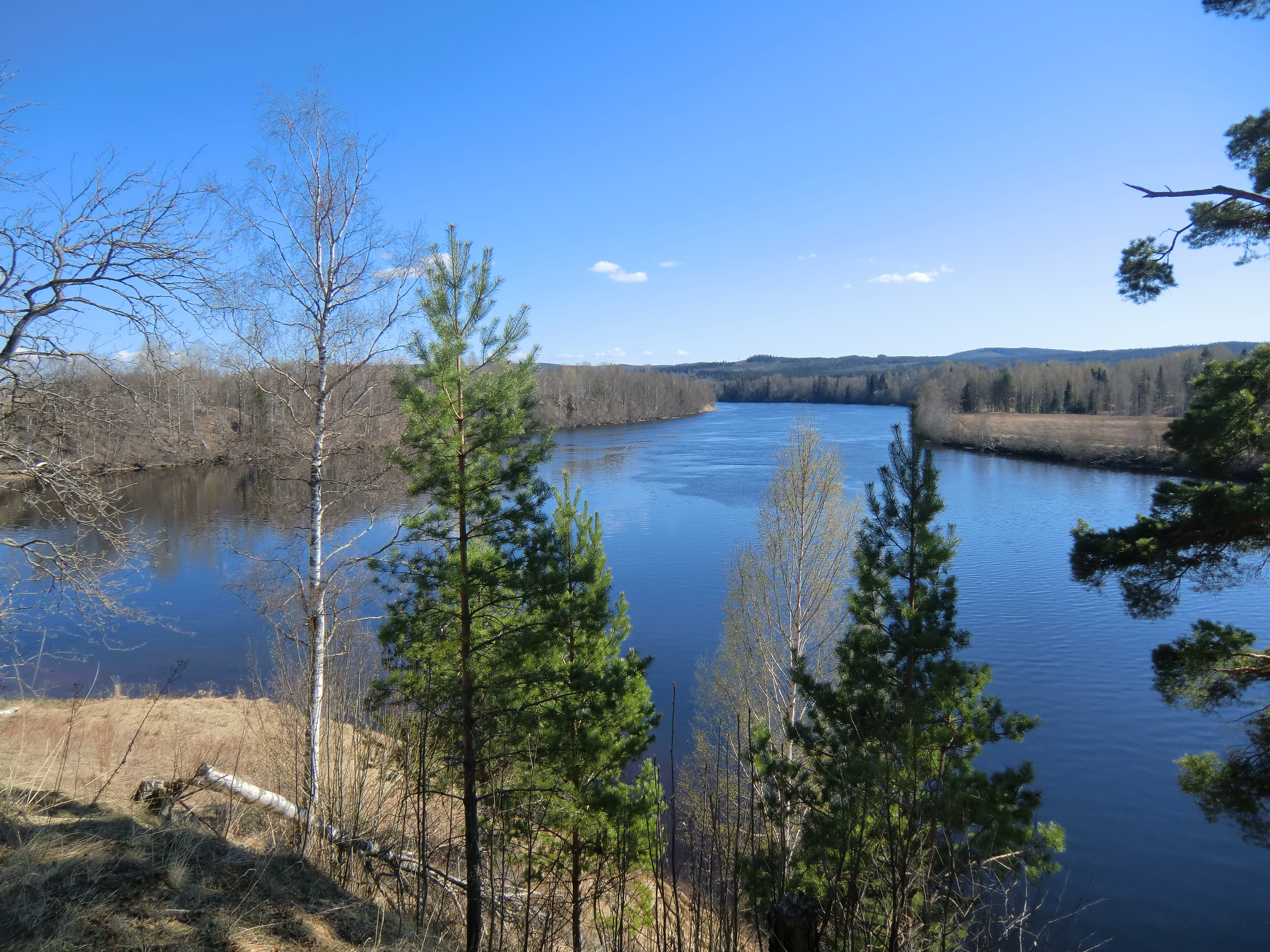
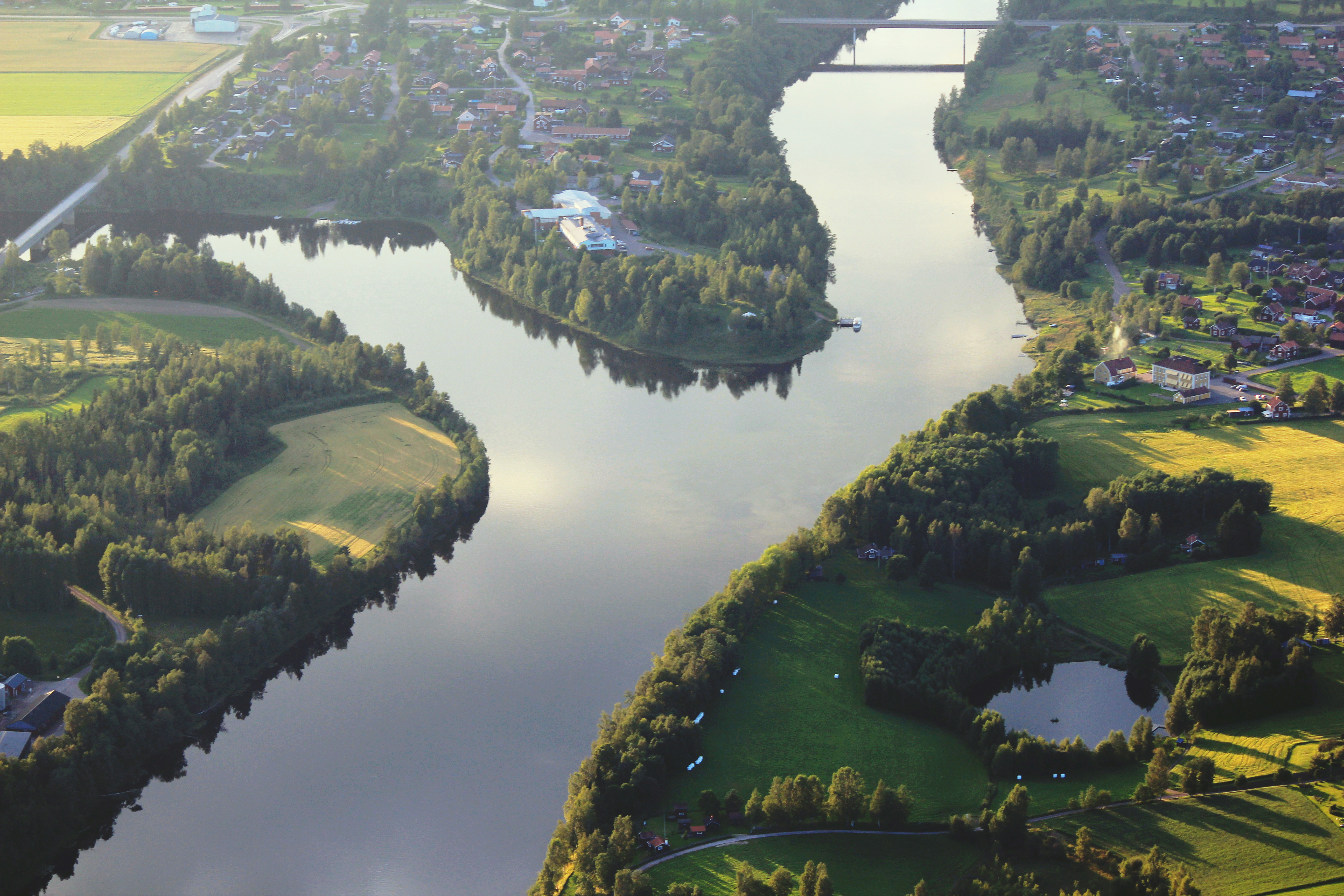
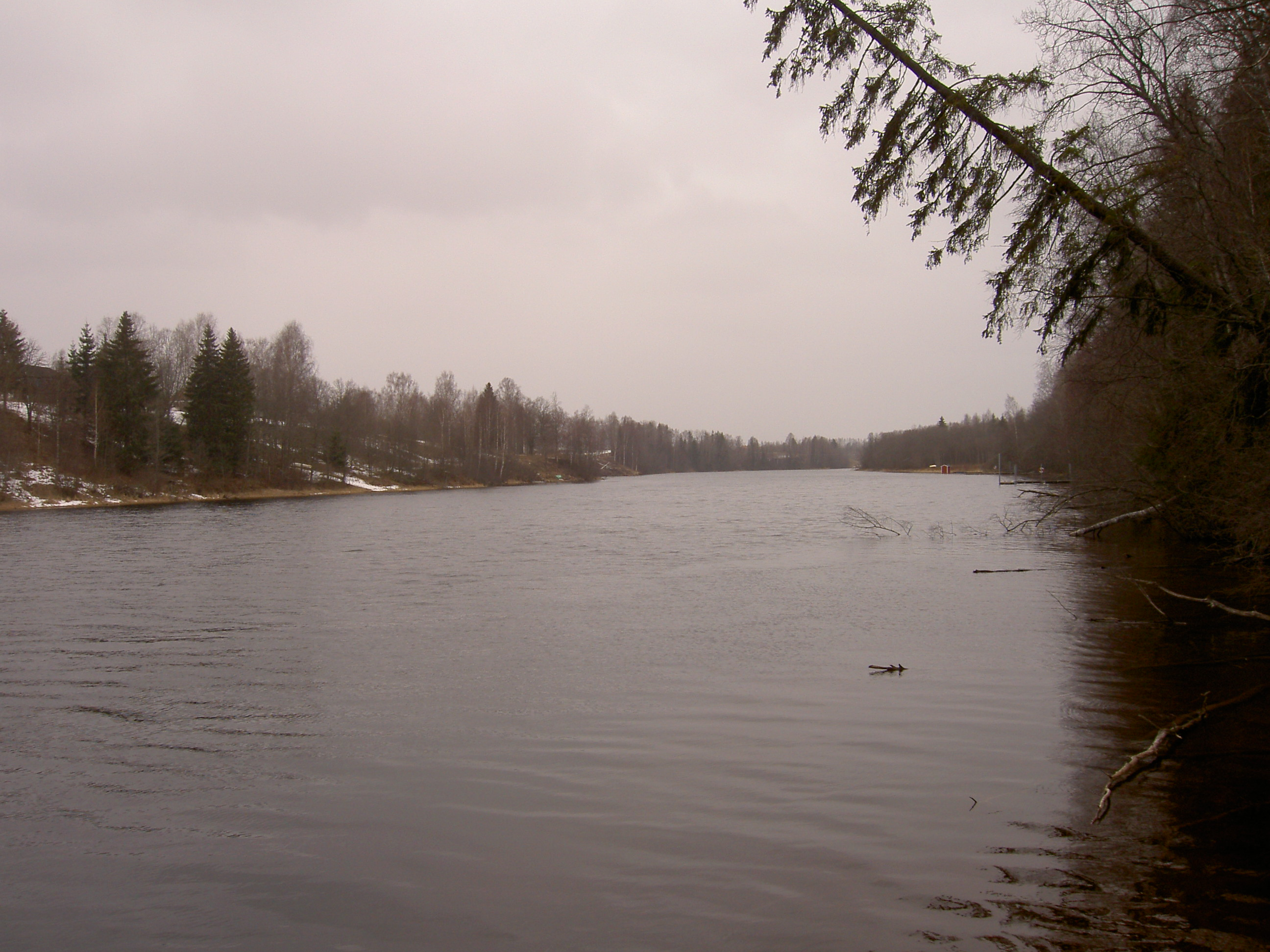